# Новая Самара
Новая Самара — опустевший посёлок в Северном районе Оренбургской области в составе Михеевского сельсовета.

## География
Находится на расстоянии примерно 14 километров по прямой на север от районного центра села Северного на дороге Северное — Бугульма.

## Население
Население составляло 4 человека в 2002 году (русские 50%), 0 по переписи 2010 года.